# Эта замечательная жизнь
«Эта замечательная жизнь» (англ. It’s a Wonderful Life) — кинофильм режиссёра Фрэнка Капры, снятый в 1946 году по рассказу Филипа Ван Дорен Стерна «Величайший подарок» (англ. The Greatest Gift). Главный герой фильма, не выдержав череды проблем, решает совершить самоубийство, но ангел-хранитель помогает ему увидеть, насколько его жизнь помогла другим людям. Главные роли исполняют Джеймс Стюарт и Донна Рид.
При выходе картины на экраны она не имела успеха у публики, что привело к банкротству продюсерской компании постановщика и спаду его кинематографической карьеры. Однако позже лента приобрела широкую популярность в связи с регулярными показами на американском телевидении (начиная с 1970-х годов) в канун Рождества, что впоследствии станет традицией. Сам Капра считал этот фильм лучшим в своей карьере. В 1986 году фильм был колоризован.

## Сюжет
Джордж Бейли, житель небольшого провинциального городка Бедфорд Фоллс, настолько расстроен бесчисленными проблемами и долгом перед местным банкиром, что подумывает о самоубийстве в канун Рождества.

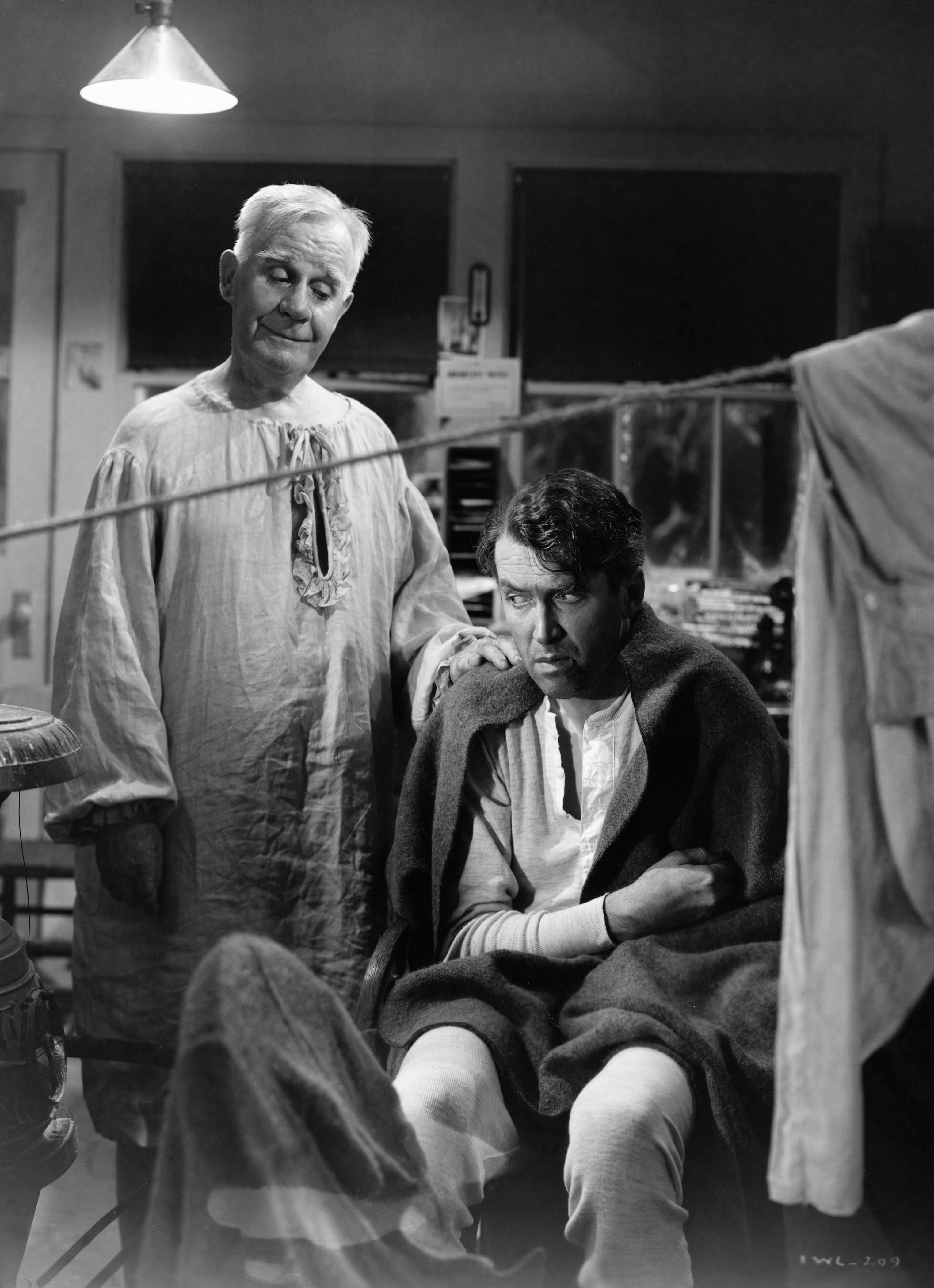
Кадр из фильма: Кларенс Одбоди (Генри Трэверс) и Джордж Бейли (Джеймс Стюарт)

Он всегда хотел уехать из родного города, чтобы повидать мир, но обстоятельства и его собственное доброе сердце не давали ему покинуть Бедфорд Фоллз, штат Коннектикут. Он пожертвовал собой ради спасения и образования брата, копил каждый цент, чтобы поддерживать семью на плаву, брал взаймы, защищал городок от злого банкира Поттера, женился на девушке, которую любил с детства и содержал и эту семью. И вот Джордж готовится прыгнуть с моста, но вместо этого спасает своего ангела-хранителя, Кларенса Одбоди, которого отправили с небес, услышав молитвы жителей города с просьбами помощи для Бейли. Ангелу второго класса, который на небесах был на не очень хорошем счету, в случае успешного выполнения миссии будут дарованы крылья, которые он ожидает в «очереди» уже двести лет. Кларенс показывает ему, как плохо бы стало в Бедфорд Фоллз без него и всех его добрых поступков.
Наполненный радостью к жизни, Джордж идёт домой к своей любящей семье и друзьям, с которыми забывает обо всех заботах, а жители городка помогают ему деньгами — несут, у кого сколько есть, и поздравляют с Рождеством. Бросив все дела, приезжает младший брат Джорджа — Гарри и произносит тост: «За моего старшего брата Джорджа — самого богатого человека в городе». Жители города празднуют Рождество в доме Бейли, на ёлке звонит колокольчик, и их младшая дочь Зюзи говорит, что когда это происходит, это означает, что какой-то ангел получил свои крылья.

## В ролях
- Джеймс Стюарт — Джордж Бейли
- Донна Рид — Мери Хэтч Бейли
- Кэролин Граймс — Зюзю Бейли
- Лайонел Берримор — Генри Поттер
- Томас Митчелл — дядя Билли
- Генри Трэверс — Кларенс Одбоди, ангел второго класса
- Бьюла Бонди — миссис Бейли
- Фрэнк Фэйлен — Эрни Бишоп, таксист
- Уорд Бонд — Берт, полицейский
- Глория Грэм — Вайолет Бик
- Лиллиан Рэндольф — Энни
- Бобби Андерсон[англ.] — Джордж Бейли в детстве
- Сэмьюэл С. Хайндс — Папаша Бейли

В титрах не указаны
- Мэриэн Карр — Джейн Уэйнрайт
- Стэнли Эндрюс — мистер Уэлч
- Чарльз Хэлтон — Картер, банковский эксперт[англ.]

## Создание
Фильм основан на рассказе Филипа Ван Дорен Стерна «Величайший подарок», написанного им в ноябре 1939 года. После нескольких неудачных попыток издать его писатель самостоятельно распечатал его в виде 24-страничной брошюры и разослал 200 копий рассказа членам семьи и друзьям на рождество 1943 года. Эта история привлекла внимание Кэри Гранта, или, согласно другой версии, продюсера RKO Pictures Дэвида Хемпстеда (англ. David Hempstead), который уже показал рассказ агенту Гранта, которого он заинтересовал. В апреле 1944 года RKO приобрела права на эту историю за 10 000 долларов. После того, как несколько известных сценаристов (Далтон Трамбо, Клиффорд Одетс и Марк Коннелли) работали над адаптацией рассказа, киностудия RKO продала в 1945 году права на сюжет Liberty Films, основанной в 1945 году продюсерской компании Фрэнка Капры за те же 10 000 долларов. Режиссёр сразу увидел возможность удачной экранизации рассказа и решил заняться его адаптацией для своего первого голливудского послевоенного художественного фильма. В 1939 году Капра создал компанию Frank Capra Productions, на базе которой выпустил фильм «Познакомьтесь с Джоном Доу». После вступления США во Вторую мировую войну он закрыл компанию и вступил в Войска связи США (англ. U.S. Army Signal Corps), где, как и другие американские кинематографисты, занимался подготовкой и выпуском документальных и художественных фильмов для нужд военной пропаганды и дослужился до звания полковника. Весной 1945 года Капра и его коллега по службе Самуэль Брискин были демобилизованы и решили открыть собственную киностудию. Несколько позднее в состав акционеров вошли Уильям Уайлер и Джордж Стивенс. Liberty Films сумели договориться с RKO Pictures о показе 9 своих фильмов. Планировалось, что каждый из трёх продюсеров компании (Капра, Уайлер, Стивенс) снимут по три фильма, по фильму в год.
Первым из сопродюсеров к съёмкам приступил Капра, выбрав для адаптации рассказ «Величайший подарок», а этот фильм стал единственным, выпущенным компанией под своими реквизитами.
Фильм был снят в павильонах RKO Radio Pictures Studio в калифорнийском Калвер-Сити, и на кинопроизводственном ранчо RKO в Энсино. Кинематографическая модель города Бедфорд Фоллз состояла из главной улицы с 75 магазинами, зданиями и жилого района. Съёмки картины, по планам, должны были занять 90 дней, и съёмочная группа уложилась в этот срок, которые начались 15 апреля 1946 года и завершились 27 июля 1946 года.
Премьера картины состоялась 20 декабря 1946 года в театре «Глобус» (англ. Globe Theatre) в Нью-Йорке, но в последующем прокате она не имела успеха, на который рассчитывали создатели.

## Признание

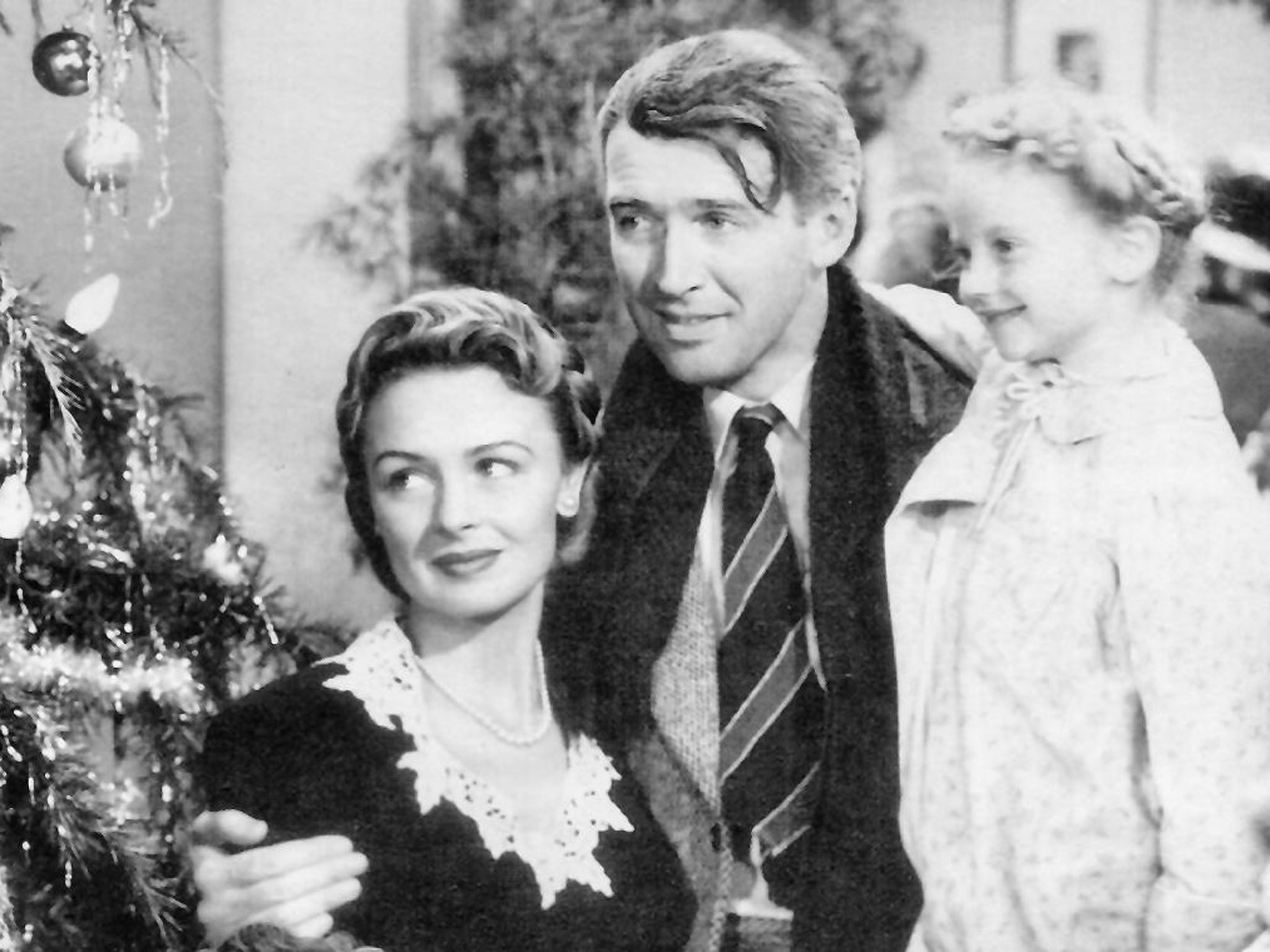
Кадр из фильма. Слева направо: Донна Рид, Джеймс Стюарт и Кэролин Граймс.

- 1947 — 5 номинаций на премию «Оскар»: лучший фильм, лучший режиссёр (Фрэнк Капра), лучший актёр (Джеймс Стюарт), лучший монтаж (Уильям Хорнбек), лучшая запись звука (Джон Олберг);
- 1947 — премия «Золотой глобус» за лучшую режиссуру (Фрэнк Капра);
- 1990 — фильм помещен в Национальный реестр фильмов;
- 1994 — почетная премия «Молодой актёр» бывшей звезде-ребёнку (Джимми Хокинс);
- В 2004 году канал BBC выбирал лучшие фильмы, которые не получили «Оскара». Фильм «Эта прекрасная жизнь» попал на второе место[12][13].
- По версии Американского института киноискусства «Эта прекрасная жизнь» занимает:
  - 1998 год — 11-е место в списке лучших американских фильмов за 100 лет;
  - 2002 год — 8-е место в списке самых страстных американских фильмов;
  - 2003 год — Джордж Бейли на 9-м месте в списке лучших положительных героев; Генри Поттер на 6-м месте в списке лучших отрицательных героев;
  - 2006 год — 1-е место в списке самых вдохновляющих американских фильмов;
  - 2008 год — 3-е место в списке лучших американских фэнтези фильмов.
- Фильм занимает высокое место в списке лучших фильмов по версии IMDb.

Несмотря на номинации на «Оскар» и премию «Золотой глобус» за лучшую режиссуру, фильм имел полный кассовый провал, собрав $3,3 млн при общих затратах на создание оцениваемых в $3,18 млн. Влиятельный критик из The New York Times Босли Краузер писал, что слабая сторона фильма заключается в его сентиментальном характере и «иллюзорности такой картины мира»: «Эти милые люди очаровательны, городок — привлекателен, а способ решать проблемы жизнеутверждающ и прост. Но почему-то всё это скорее напоминает театральные подмостки, чем реальную жизнь». Историк кино Жорж Садуль, считал, что после войны голливудский кинематограф вступил в кризис, который сопровождался «уходом и деградацией ряда прежних мастеров кино», а Капра буквально «впал в слабоумие», относя к этому периоду такие фильмы как «Эта прекрасная жизнь» и «Состоят в браке» (1948).
Низкие сборы в прокате разорили продюсерскую компанию Капры Liberty Films и привели к спаду его кинематографической карьеры — в течение следующих двух десятилетий он сумел поставить всего пять картин. Однако спустя три десятилетия «Эта прекрасная жизнь» получила признание и стала причисляться к его лучшим фильмам. Дело в том, что в 1974 году закончился период действия авторских прав на фильм, компания-правообладатель сочла их продление ещё на 28 лет невыгодным с коммерческой точки зрения, и «Эта замечательная жизнь» попала в общественный доступ, где приобрела широкую популярность на американском телевидении. Телекомпании стали демонстрировать бесплатную семейную драму в канун Рождества, ещё через несколько лет картина вышла на видеокассетах. К тому моменту, когда правообладатели осознали, что фильм обладает значительным коммерческим потенциалом, и стали ограничивать права на его трансляцию, без этой ленты нельзя было представить рождественские праздники в США. В связи с этим режиссёр признавался, что в этом случае получилась приятная, но всё-таки нелепость: при создании этого фильма в его намерения не входило снять рождественскую историю.
Сам Джеймс Стюарт считал роль Джорджа одной из любимых в своей фильмографии.
На волне успеха фильма в городе Сенека-Фоллз округ Сенека в штате Нью-Йорк, утверждают, что Капра при создании фильма был вдохновлён именно их городом, что, видимо, произошло после посещения его в 1945 году. Ежегодно в декабре в городе проводится фестиваль, посвящённый фильму. В 2009 году в городе открылся отель «Кларенс», названный в честь ангела-хранителя Джорджа Бейли. 10 декабря 2010 года в городе открылся музей «Эта прекрасная жизнь», на котором в качестве почётной гостьи присутствовала актриса Каролин Граймс, которая сыграла Зюзю в фильме. Картина Капры была одной из самых любимых у Франсуа Трюффо, на похоронах которого в октябре 1984 год Клод же Живре произнёс погребальную речь, написанную под влиянием американской мелодрамы.
В другом традиционном «рождественском» фильме «Один дома» прибывшие в Париж члены семьи Маккаллистеров смотрят в отеле фильм Капры.
Оригинальное английское название рассказа Where’s My Hat, What’s My Hurry? (2003) Рэя Брэдбери из его сборника «Кошкина пижама» (2004) — является перефразированой цитатой «Well, here’s your hat, what’s your hurry» из фильма.

## Художественные особенности
Польский историк кино Ежи Тёплиц, размышляя о творчестве американского режиссёра, отмечал, что для него вообще характерна «сказочная концепция действительности». По мнению того же автора, картины американского постановщика находили отклик и сопереживание благодаря тому, что они представляли идеальное соединение реалистических элементов с мечтами и желаниями миллионов зрителей провинциальной Америки, так в его фильмах они видели знакомых персонажей: «Капра прославлял доброту и всеобщее согласие, он утверждал, что в каждом человеке таятся неисчислимые сокровища сердечности. Всё можно преодолеть, даже самые серьёзные трудности, если руководствоваться голосом разума и сердца. Триумфом добра и благородства неизменно кончались все фильмы Фрэнка Капры».
Режиссёра за свойственную ему манеру называли «великим утешителем» и «О. Генри экрана», в своих фильмах он сумел создать свой оригинальный «воображаемый мир, в котором всё решалось наилучшим образом» и всё определяется законами справедливости и морали. Как замечает киновед И. Звягинцева, благодарные зрители охотно прощали режиссёру некоторые несоответствия его «социальной утопии» окружающей их реальности: «Порой суровая правда жизни врывалась в фильмы режиссёра, и тогда появлялся привкус горечи, ибо, кто, кто, а сам Капра в полной мере испытал на себе всю прелесть „выхода в люди“, но свою задачу он видел в том, чтобы вселить в зрителей оптимизм и надежду на перемены к лучшему, (в чём, надо признать, полностью преуспел)».
По мнению влиятельного американского критика Роджера Эберта, наиболее поразительное в этой картине заключается в том, как ей удаётся иметь успех у публики — «это один из тех нестареющих фильмов, вроде „Касабланки“ или „Третьего человека“, которые возраст только красит».
В современной критике отмечается, что в классических фильмах 1930-х годов прославлял простого американца, к чему он вернулся в своём первом послевоенном фильме, в котором так же, как и раньше, «любуется добротой простого народа, равно как и ценностью скромных желаний, даже неисполнимых». Если рассматривать его без хрестоматийной рождественской составляющей, можно заметить, что во многом этот фильм представляет собой эксцентрическую комедию, наполненную мимолётными язвительными замечаниями «на тему любви, секса и общества».

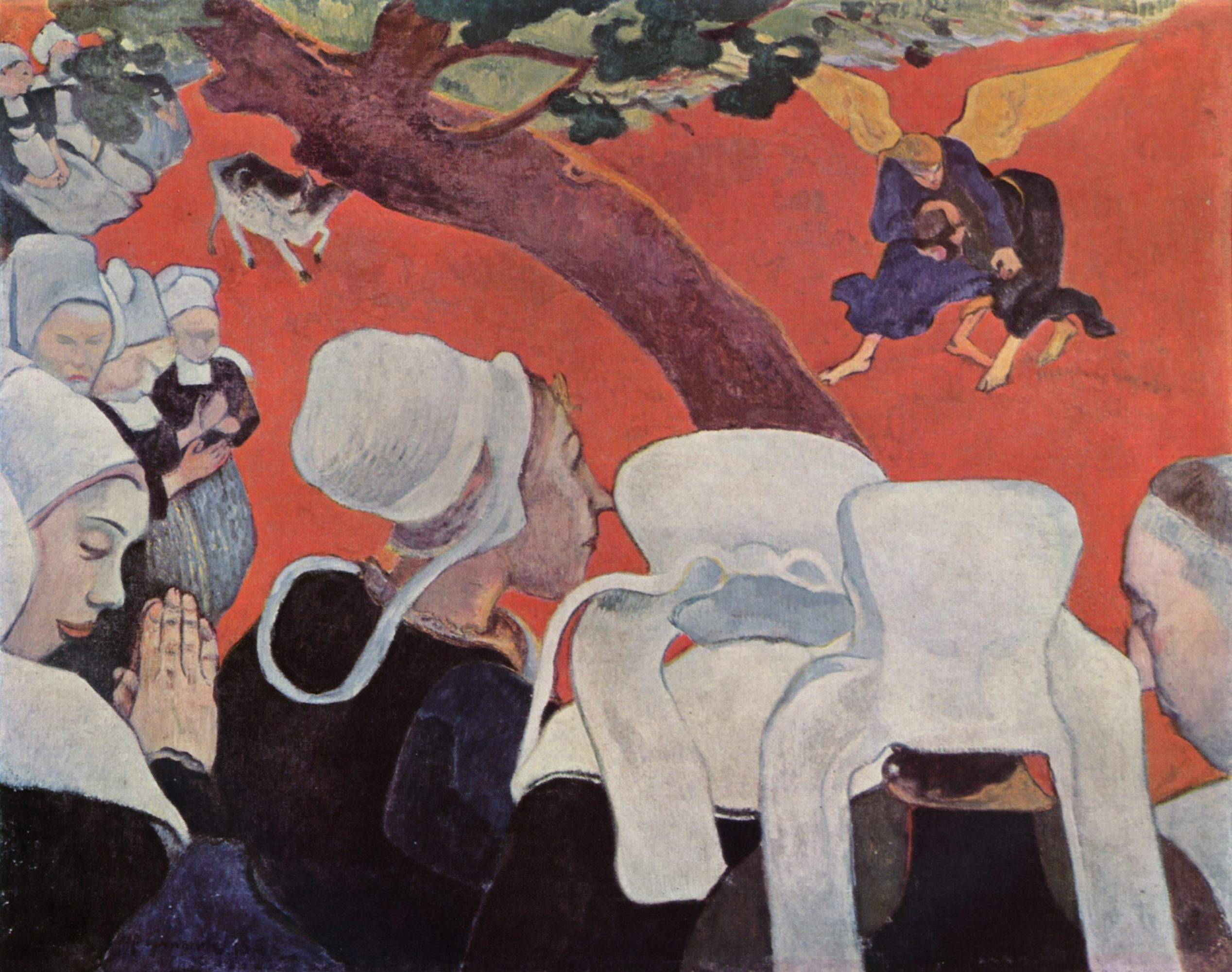
Поль Гоген. «Видение после проповеди», 1888

По мнению британского критика и журналиста Уилла Гомперца, в фильме присутствует отсылка к картине Поля Гогена «Видение после проповеди» (1888). По его наблюдению, это отражено в той сцене, когда после того, как Джордж Бейли спасает из реки своего ангела-хранителя Кларенса Одбоди, они располагаются в лачуге, где обсыхают: «Бельевая верёвка рассекает экран по горизонтали. Внизу, под верёвкой, Джордж разбирается со своими земными неприятностями, а над ней возвышается голова небожителя Кларенса и изрекает премудрости горнего мира».

## Релиз
В начале 1980-х годов фильм был выпущен на VHS компанией Media Home Entertainment, перевыпущен с середины 1980-х — компанией Spotlite Video.
Цветная версия выпущена на VHS в 1986 году компанией Hal Roach Video.
Также фильм был выпущен на VHS фирмами Simitar Video и Video Treasures с 1989 года, с начала 1990-х годов — Diamond Entertainment, VidAmerica, Blockbuster Entertainment Group, с середины 1990-х — Anchor Bay Entertainment и Republic Pictures Home Video на VHS и Laserdisc.